# Instant Composers Pool (platenlabel)
Instant Composers Pool is een onafhankelijk Nederlands platenlabel voor free jazz en geïmproviseerde muziek.
Het label werd in 1967 opgericht door de saxofonist Willem Breuker, pianist Misha Mengelberg en drummer Han Bennink. Het doel was om hierop platen uit te brengen, waarin de grote platenmaatschappijen niet (meer) geïnteresseerd waren. Jarenlang waren dat albums van de oprichters: pas in de loop van de jaren negentig ging het ook platen van andere, ook buitenlandse, jazzmusici uitgeven. De eerste platen op het label waren van het New Acoustic Swing Duo, gevormd door Breuker en Bennink, en een trio met Mengelberg, Bennink en John Tchicai. 
In 1974 scheidden, op grond van uiteenlopende muzikale ideeën, de wegen van Breuker, Mengelberg en Bennink. Breuker ging zich concentreren op zijn groep het Willem Breuker Kollektief en richtte een eigen platenlabel op, BVHAAST. Mengelberg en Bennink intensiveerden hun samenwerking in de vorm van een duo en het grotere ensemble Instant Composers Pool. In het midden van de jaren zeventig ging hun platenlabel ook samenwerken met andere onafhankelijke Europese platenlabels.
Op het label zijn bijna vijftig albums uitgekomen. Naast platen van de genoemde musici bracht het ook albums uit van Wolter Wierbos, Tristan Honsinger, Tobias Delius  en Mary Oliver (onder meer met Rozemarie Heggen). De platen verschenen in de regel in een gelimiteerde (soms genummerde) oplage (met grafische vormgeving van Han Bennink) en zijn daarmee ook collector's items. De platen die op vinyl werden uitgebracht, de backup-catalogus, zijn tot nog toe niet opnieuw op cd uitgebracht.